# Porrhothele
Porrhothele (лат.) — род мигаломорфных пауков из семейства Hexathelidae. Эндемичен для Новой Зеландии. Включает 5 видов.

## Виды
- Porrhothele antipodiana (Walckenaer, 1837) — погребной новозеландский паук
- Porrhothele blanda Forster, 1968
- Porrhothele moana Forster, 1968
- Porrhothele modesta Forster, 1968
- Porrhothele quadrigyna Forster, 1968